# Vlag van het Kanton Sarajevo

Vlag van het Kanton Sarajevo

De vlag van het Kanton Sarajevo toont het kantonnale wapen in het midden van een verder geheel witte vlag. De hoogte-breedteverhouding van de vlag is 3:5, net zoals in de vlag van de Federatie van Bosnië en Herzegovina. De vlag is in gebruik genomen op 28 april 1999.
Het wapen is goud omrand en de achtergrond bestaat uit twee verticale banen in de kleuren donkerblauw (links) en donkerrood. Boven in het wapen staan negen achtpuntige sterren, die verwijzen naar de negen gemeenten die samen het kanton vormen. Daaronder staat in het wit een rond embleem, dat in twee helften is verdeeld. De linkerhelft is een deel van een roosvenster van een kathedraal, de rechterhelft een ornament uit het historische huis Svrzina kuca. Beide helften worden bij elkaar gehouden door een veel in Sarajevo voorkomende deurklopper.